# Le Business
 (mars 2023).
Si vous disposez d'ouvrages ou d'articles de référence ou si vous connaissez des sites web de qualité traitant du thème abordé ici, merci de compléter l'article en donnant les références utiles à sa vérifiabilité et en les liant à la section « Notes et références ».
Le Business (titre original en anglais : The Business) est un roman de l'écrivain écossais Iain Banks paru en 1999 puis traduit en français et publié par les éditions Belfond en 2001.

## Analyse
L'ouvrage aborde les problématiques de gouvernance d'entreprise, de l'écologie et de la préservation d'un mode de vie traditionnel.
Le roman se déroule dans le monde contemporain, avec l'existence d'un pays fictif dans l'Himalaya, la principauté de Thulahn. Certains critiques[Qui ?] le décrivent comme un roman de science-fiction.

## Le Business
Le Business est une sorte d'entreprise-nation occulte, à la tête de multiples filiales et participations, régie par des institutions qui lui sont propres, et dont la création, sous la forme d'une guilde de négociants, remonte à l'Antiquité gréco-romaine.

## Le Thulahn
Partiellement inspiré du royaume du Bhoutan, et d'un autre royaume fictif, Shangri-La, Thulahn est un pays imaginaire. Situé dans l'Himalaya, ce pays doit être acquis par l'héroïne, Kate Telman, pour le compte du Business, avec pour visée d'obtenir un siège aux Nations unies et l'immunité diplomatique.
Pour sa part, la principauté de Thulahn est dirigée par une sorte de despote éclairé par les préceptes du bouddhisme.
La confrontation entre les principes et pratiques capitalistiques des multinationales et ceux et celles d'un petit État vivant en quasi-autarcie forme l'un des principaux ressorts du récit.